# HD 224693 b
HD 224693 b는 고래자리 방향으로 지구로부터 약 307광년 떨어진 곳에 있는 외계 행성이다. 이 행성의 질량은 목성의 약 71퍼센트 이상이다. 모항성 HD 224693은 분광형 G2의 준거성이다. 2006년 4월 17일 미국 하와이주 NK2 컨소시엄 및 존슨 연구진이 도플러 분광법을 이용, 이 행성을 발견하였다.

## 같이 보기
- 고래자리 79 b
- HD 222582 b
- HD 33283 b
- HD 86081 b

## 참고 문헌
- (영어) Johnson 연구진 (2006년 4월). “The N2K Consortium. VI. Doppler Shifts without Templates and Three New Short-Period Planets”. 《The Astrophysical Journal》 647 (1): 600–611. doi:10.1086/505173.